# Liste der Kulturdenkmäler in Kriftel
Die folgende Liste enthält die in der Denkmaltopographie ausgewiesenen Kulturdenkmäler auf dem Gebiet  der Gemeinde Kriftel, Main-Taunus-Kreis, Hessen.
Hinweis: Die Reihenfolge der Denkmäler in dieser Liste orientiert sich zunächst an Ortsteilen und anschließend der Anschrift, alternativ ist sie auch nach der Bezeichnung, der vom Landesamt für Denkmalpflege vergebenen Nummer oder der Bauzeit sortierbar.
Kulturdenkmäler werden fortlaufend im Denkmalverzeichnis des Landes Hessen durch das Landesamt für Denkmalpflege Hessen auf Basis des Hessischen Denkmalschutzgesetzes (HDSchG) geführt. Die Schutzwürdigkeit eines Kulturdenkmals hängt nicht von der Eintragung in das Denkmalverzeichnis des Landes Hessen oder der Veröffentlichung in der Denkmaltopographie ab.

| Bild                                        | Bezeichnung                                 | Lage                                                                        | Beschreibung | Bauzeit                | Objekt-Nr. |
| ------------------------------------------- | ------------------------------------------- | --------------------------------------------------------------------------- | --- | ---------------------- | ---------- |
| weitere Bilder                              |                                             | Bleichstraße 1 LageFlur: 22, Flurstück: 127/2                               | Zweigeschossiges Eckhaus mit schlichter Ausschmückung durch Backsteinornamentik, Madonnenreliefs aus Ton, um 1900. | 1895 bis 1905          | 46394 DDB  |
| Wegkreuz                                    | Wegkreuz                                    | Frankfurter Straße 16 LageFlur: 23, Flurstück: 88/1                         | | 1760                   | 46395 DDB  |
| Steinkreuz                                  | Steinkreuz                                  | Frankfurter Straße/Lindenstraße/Bahnhofstraße LageFlur: 26, Flurstück: 55/3 | |                        | 46397 DDB  |
| Friedhof, Friedhofskreuz                    | Friedhof, Friedhofskreuz                    | Frankfurter Straße o. Nr. LageFlur: 27, Flurstück: 74/2                     | | 1825 bis 1875          | 46396 DDB  |
| Wegkreuz                                    | Wegkreuz                                    | Frankfurter Straße/Sittigstraße LageFlur: 3, Flurstück: 426/2               | | 1730                   | 46398 DDB  |
| weitere Bilder                              |                                             | Goethestraße 4 LageFlur: 22, Flurstück: 93/2                                | Giebelständiges Fachwerk haus von zwei Geschossen mit Satteldach. Traufseitig erheblicher Geschossüberstand mit profilierter Schwelle. Barockes Rähmfachwerk aus der ersten Hälfte des 18. Jahrhunderts.                  | Anfang 18. Jahrhundert | 46399 DDB  |
| Goethestraße 8                              |                                             | Goethestraße 8 LageFlur: 22, Flurstück: 89                                  | Verputztes, giebelständiges und zweigeschossiges Fachwerkwohnhaus, niedriger massiver Sockel, Satteldach. Unter Putz ein Rähmfachwerk der Mitte des 18. Jahrhunderts.                                                     | 1725 bis 1775          | 46400 DDB  |
| weitere Bilder                              |                                             | Goethestraße 10 LageFlur: 22, Flurstück: 88                                 | Traufständiges, verputztes Fachwerkwohnhaus in Ecklage. Zweigeschossiger Bau auf niedrigem Sockel, Satteldach, asymmetrische Fensteranordnung. Unter Putz liegt eine gut erhaltene Rähmkonstruktion des 18. Jahrhunderts. | 1725 bis 1775          | 46401 DDB  |
| weitere Bilder                              |                                             | Goethestraße 11 LageFlur: 22, Flurstück: 78/3                               | Giebelständiges, verputztes Fachwerkwohnhaus eines ehemaligen Zweiseithofes. | 1725 bis 1775          | 46402 DDB  |
| weitere Bilder                              |                                             | Goethestraße 18 LageFlur: 22, Flurstück: 264                                | | Ende 18. Jahrhundert   | 46403 DDB  |
| Kapellenstraße 8                            |                                             | Kapellenstraße 8 LageFlur: 22, Flurstück: 116/2                             | |                        | 46404 DDB  |
| Kirchstraße 5                               |                                             | Kirchstraße 5 LageFlur: 22, Flurstück: 104/1                                | | Ende 17. Jahrhundert   | 46405 DDB  |
| Katholische Pfarrkirche St. Vitus (Kriftel) | Katholische Pfarrkirche St. Vitus (Kriftel) | Kirchstraße 7-11 LageFlur: 22, Flurstück: 110/1                             | Neugotischer Kirchenbau mit dominierender, breitgelagerter Doppelturmfassade, basilikalem Querschnitt | 1868                   | 46406 DDB  |
| weitere Bilder                              |                                             | Kirchstraße 30 LageFlur: 22, Flurstück: 33/1                                | | Anfang 18. Jahrhundert | 46407 DDB  |
| Wegkreuz                                    | Wegkreuz                                    | Lindenstraße/In den Reden LageFlur: 21, Flurstück: 250/3                    | | 1769                   | 46408 DDB  |